# Indricotheriini
Indricotheriinae é uma subfamília de Hyracodontidae, um grupo de rinocerontes de membros longos e sem chifres convergentemente semelhantes aos dinossauros saurópodes que evoluíram na época do Eoceno e continuaram até o início do Mioceno. As primeiras espécies de hyracodontídeos, como o Hyracodon, eram animais de tamanho modesto, de corrida rápida e de constituição leve, com pouca semelhança com os rinocerontes modernos. No entanto, durante o final do Eoceno e o início do Oligoceno, os Indricotherines evoluíram e rapidamente cresceram para tamanhos enormes. Eles floresceram nas florestas tropicais de uma região costeira que se tornou o Cazaquistão, o Paquistão e o sudoeste da China, e também viveram mais para o interior na Ásia Central. Os indricotherinos atingiram o pico de sua evolução desde o Oligoceno médio até o início do Mioceno, onde se tornaram animais realmente gigantescos, representado pelos gêneros especializados Indricotherium e Paraceratherium (esses gêneros podem ser sinônimos, mas várias espécies distintas provavelmente permanecem válidas). Esses foram alguns dos maiores mamíferos terrestres que já viveram, igualando-se aos dinossauros saurópodes de tamanho médio. No entanto, eles permaneceram confinados à Ásia Central, que na época fazia parte de uma grande e exuberante região de planície. A colisão com o subcontinente indiano e a elevação do Himalaia levou ao resfriamento global, à desertificação e ao desaparecimento de habitats florestais, o que resultou na extinção desses ungulados gigantes. Certas espécies não identificadas podem ter vivido na Mongólia e em muitos outros lugares da Rússia.
1. ↑  «About: Indricotheriini». dbpedia.org. Consultado em 14 de novembro de 2020